# All In (2023)
All In 2023, promovat și ca All In London pe Wembley sau pur și simplu All In London, a fost un eveniment de wrestling pay-per-view (PPV) produs de promoția americană All Elite Wrestling (AEW). A fost prima ediție a All In produsă de AEW și a doua în general după evenimentul inaugural All In, organizat independent, în septembrie 2018. Evenimentul a avut loc pe 27 august 2023, pe Stadionul Wembley din Londra, Anglia, coincid cu weekendul de sărbătoare bancară din Marea Britanie.
Evenimentul a marcat debutul AEW în Marea Britanie, primul lor eveniment PPV organizat în afara Americii de Nord și primul lor eveniment organizat pe un stadion de fotbal. All In a fost primul eveniment de wrestling desfășurat pe actualul stadion Wembley și a avut loc pentru prima dată la locul de desfășurare în peste 30 de ani, după SummerSlam de la WWE din 1992, care a avut loc pe stadionul original. Numai vânzările de bilete în prima zi au doborât recordul de prezență live al AEW și veniturile din bilete, iar promoția a pretins o prezență totală de 81.035: acest lucru ar face din All In cel mai frecventat eveniment de wrestling din Marea Britanie și al treilea eveniment de wrestling cu cea mai mare prezență vreodată. Cu toate acestea, datele guvernamentale locale au înregistrat o prezență de 72.265.
La eveniment au fost disputate unsprezece meciuri, inclusiv două la pre-show-ul Zero Hour. În Main Event, MJF l-a învins pe Adam Cole pentru a păstra AEW World Championship. În alte meciuri , Will Ospreay i-a învins pe Chris Jericho; Eddie Kingston, Penta El Zero Miedo, Best Friends (Chuck Taylor și Trent Beretta) și  Orange Cassidy i-a învins pe Blackpool Combat Club (Jon Moxley, Claudio Castagnoli și Wheeler Yuta), Mike Santana și Ortiz într-un meci Stadium Stampede și CM Punk l-s învins pe Samoa Joe. Acesta este ultimul meci al lui Punk în AEW, deoarece a fost concediat în urma unei altercații legitime în culise care a avut loc la eveniment.

## Rezultate
| No. | Rezultate | Tip de meci                                                  | Timp  |
| --- | --- | ------------------------------------------------------------ | ----- |
| 1P | Better Than You Bay Bay (Adam Cole și MJF) înving pe Aussie Open (Kyle Fletcher și Mark Davis) (c) prin pinfall | Meci Tag team pentru ROH World Tag Team Championship         | 7:45  |
| 2P | Hook învinge pe Jack Perry (c) prin submission | Meci FTW Rules pentru FTW Championship                       | 8:20  |
| 3 | CM Punk (c) învinge pe Samoa Joe prin pinfall | Meci Singles pentru "Real World Championship"                | 14:00 |
| 4 | Bullet Club Gold (Jay White și Juice Robinson) și Konosuke Takeshita (cu Austin Gunn, Colten Gunn, și Don Callis) înving pe The Golden Elite ("Hangman" Adam Page, Kenny Omega, și Kota Ibushi) prin pinfall                | Meci Trios                                                   | 20:30 |
| 5 | FTR (Cash Wheeler și Dax Harwood) (c) înving pe The Young Bucks (Matt Jackson și Nick Jackson) prin pinfall | Meci Tag Team pentru AEW World Tag Team Championship         | 21:45 |
| 6 | Eddie Kingston, Penta El Zero Miedo, Best Friends (Chuck Taylor și Trent Beretta), și Orange Cassidy înving pe Blackpool Combat Club (Claudio Castagnoli, Jon Moxley, și Wheeler Yuta), Mike Santana, și Ortiz prin pinfall | Meci Stadium Stampede                                        | 21:30 |
| 7 | Saraya învinge pe Hikaru Shida (c), Dr. Britt Baker, D.M.D., și Toni Storm prin pinfall | Meci în patru pentru AEW Women's World Championship          | 8:50  |
| 8 | Darby Allin și Sting înving pe Christian Cage și Swerve Strickland (cu Prince Nana) | Meci Coffin                                                  | 16:00 |
| 9 | Will Ospreay (cu Don Callis) învinge pe Chris Jericho (cu Sammy Guevara) prin pinfall | Meci Singles                                                 | 14:55 |
| 10 | The Acclaimed (Anthony Bowens și Max Caster) și Billy Gunn înving pe House of Black (Brody King, Buddy Matthews, și Malakai Black) (c) (cu Julia Hart) prin pinfall                                                         | Meci trios "House Rules" pentru AEW World Trios Championship | 10:50 |
| 11 | MJF (c) învinge pe Adam Cole prin pinfall | Meci singles pentru AEW World Championship                   | 29:00 |
| \| (c) \| – Campionul ce intră în meci \| \| P \| Meciul a fost desfășurat în pre-show-ul Zero Hour \| | |                                                              |       |
| (c) | – Campionul ce intră în meci |                                                              |       |
| P | Meciul a fost desfășurat în pre-show-ul Zero Hour |                                                              |       |

## Storyline-uri
All In London at Wembley Stadium a prezentat 11 meciuri în care au fost implicați diferiți luptători din AEW. Poveștile au fost produse în programele săptămânale de televiziune ale AEW, Dynamite, Rampage și Collision.
În iunie, campionul mondial AEW MJF a început o rivalitate cu Adam Cole, pe care l-a confruntat în episodul din 14 iunie din Dynamite într-un meci World Championship Eliminator, care s-a încheiat cu o remiză de 30 de minute, excluzându-l astfel Cole dintr-un viitor meci de campionat. Cei doi au fost apoi împerecheați în Turneul Blind Eliminator pentru a primi un meci AEW World Tag Team Championship în episodul Collision din 29 iulie 2023. Au câștigat turneul, dar nu au reușit să câștige titlurile pe echipe. În acest timp, MJF și Cole aveau să devină prieteni, spre spaima vechiului prieten al lui Cole, Roderick Strong, iar MJF i-a promis lui Cole că, indiferent de rezultatul turneului, el îi va oferi lui Cole un meci pentru AEW World Championship. În episodul din 2 august din Dynamite, MJF și-a îndeplinit promisiunea, oferindu-i lui Cole un contract care a programat meciul de titlu ca main event pentru All In. Săptămâna următoare, pe lângă meciul de la AEW World Championship, Cole – care încă mai simțea că el și MJF ar putea fi o echipă de calibrul centurilor mondiale pe echipe, astfel i-a provocat pe Aussie Open (Kyle Fletcher și Mark Davis) pentru ROH World Tag Team Championship care să aibă loc în pre-show-ul All In's Zero Hour. Aussie Open a acceptat provocarea la Rampage din acea săptămână.
În urma apărării titlurilor de către FTR (Cash Wheeler și Dax Harwood) a AEW World Tag Team Championship din episodul Collision din 5 august, aceștia au declarat că au afaceri neterminate cu The Young Bucks (Matt Jackson și Nick Jackson). Ulterior, i-au provocat pentru All In cu AEW World Tag Team Championship pe masă. Young Bucks a acceptat provocarea la Dynamite pe 9 august, marcând meciul al treilea dintre cele două echipe, fiind la egalitate la 1–1, unde Young Bucks au câștigat primul lor meci la Full Gear în noiembrie 2020, în timp ce FTR i-a învins în episodul din 6 aprilie 2022 din Dynamite.
La Dynamite: 200, pe 2 august, Hikaru Shida a învins-o pe Toni Storm pentru a câștiga  AEW Women's World Championship. Săptămâna următoare, s-a anunțat că la All In va avea loc un meci în patru pentru centură, cu participanții determinati într-un turneu. Shida era deja programată să-și apere titlul împotriva lui Anna Jay în acea noapte și a învins-o pentru a-și păstra centura, în timp ce Storm și-a folosit clauza de revanșă pentru a fi introdusă automat în meci. Saraya s-a calificat apoi învingând-o pe Skye Blue în timpul episodului din 11 august din Rampage. Dr. Britt Baker, D.M.D. și-a asigurat locul final învingând-o pe The Bunny pe 16 august la Dynamite: Fight for the Fallen.
Darby Allin și Swerve Strickland au avut o rivalitate de ani de zile înainte de AEW, revenind la zilele lor de lupte prin circuitul independent din Seattle, Washington, din care Allin este originar, în timp ce Strickland provine din Tacoma. Cearta s-a intensificat în episodul din 2 august din Dynamite, când Strickland și coechipierul de la Mogul Embassy, AR Fox (care el însuși a avut o istorie cu Allin care a precedat AEW) l-au atacat pe luptătorul începător Nick Wayne - pe care Allin îl luase sub aripa sa și l-a antrenat pe Nick în Seattle.

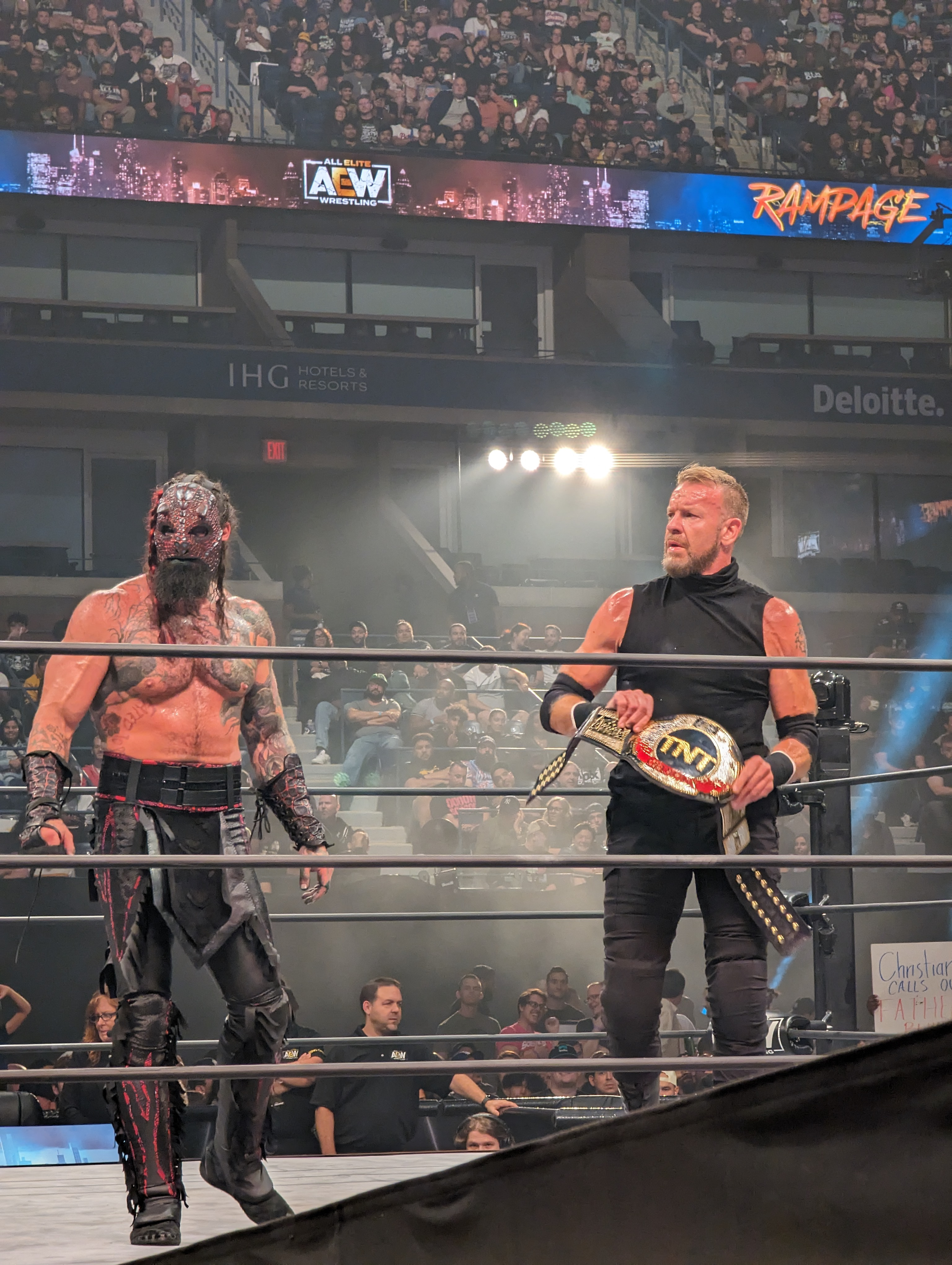
Christian Cage și Luchasaurus

În episodul din 9 august, Allin s-a confruntat cu Strickland și Fox (împreună cu restul Mogul Embassy), iar prietenul/mentorul de multă vreme al lui Allin, Sting, l-a ajutat pe Allin să se îndepărteze de grup, organizând un meci de echipă Coffin la All In, Allin și Sting împotriva lui Strickland și Fox. Pe 23 august, la Dynamite: Fyter Fest, după ce Fox și Swerve au pierdut un meci de echipe tornado în fața lui Allin și Wayne, Fox fiind numărat, a fost dat afară din Mogul Embassy. După aceea, Strickland l-a prezentat pe Christian Cage, cu care Darby se certa din iulie, după ce a câștigat o șansă pentru AEW TNT Championship, centura aliatului lui Cage, Luchasaurus, la All Out, ca noul său partener pentru meci.
În timpul turneului Owen Hart Cup din 2023 din episodul Collision din 8 iulie, CM Punk l-a învins pe Samoa Joe pentru prima dată în cariera sa. În episodul din 5 august, Joe și-a recapitulat rivalitatea, revenind la timpul lor în ROH și l-a provocat pe Punk la o revanșă la All In, astfel încât să poată dovedi că este mai bun decât Punk și i-a dat o săptămână să răspundă. Punk nu i-a răspuns lui Joe, care a escaladat problema atacându-l pe Punk în timpul meciului lui Punk de săptămâna următoare. În timpul Collision: Fight for the Fallen pe 19 august, un punk deghizat l-a atacat pe Joe și a acceptat provocarea, care a fost oficializată cu „Real World Championship” al lui Punk pe linie.

## Altercația din culise
Cândva, în timpul turneului AEW în Canada, la sfârșitul lunii iunie și începutul lunii iulie, Jack Perry și-a planificat o vacanță viitoare și a vrut să folosească sticlă adevărată într-un segment din Collision pentru televizor. CM Punk, care lucra pentru AEW ca și consultant și avea putere de booking pentru Collision, nu a fost de acord cu acest lucru, invocând riscul legitim de a folosi sticlă reală, echipa de producție, medici și Tony Schiavone, de asemenea,au fost împotriva lui Perry folosind sticlă adevărată.

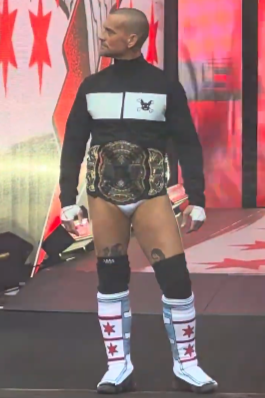
CM Punk la AEW All In,câteva momente după altercația cu Perry. Aceasta avea să fie ultima apariție lui Punk în AEW.

În timpul pre-show-ului lui All In Zero Hour, chiar înainte ca Perry să primească un suplex prin parbrizul unui vehicul, s-a uitat în cameră și a spus: „Știi ce e aici? Sticlă adevărată! Du-te să-mi plângi un râu(de lacrimi).”, o referire la dezaprobarea lui Punk. Când Perry a intrat în culise după meci și chiar înainte ca Punk să fie pe cale să iasă pentru al lui, a avut loc o confruntare ce l-a determinat pe Punk să-l împingă pe Perry, ducându-l pe Punk să încerce și să nu reușească să-l pună într-o ghilotină. De asemenea, s-a îndreptat către președintele AEW Tony Khan, dar a fost reținut de Chris Hero și un producător, care au ajutat la despărțirea luptei împreună cu Samoa Joe și un arbitru, care îl rețineau pe Perry. Imaginile din culise îl arată pe Tony Khan încercând să repare monitoarele înainte ca Punk să pășească spre el, în ceea ce se speculează a fi lovitura care l-a făcut pe Khan să se simtă în pericol, înainte de a fi tras și abordat de Malakai Black. Punk a continuat apoi să aibă un meci cu Joe în primul meci al PPV pentru Centura Mondială AEW „Reală”. Pe 2 septembrie, în urma încheierii anchetei, AEW a reziliat contractul lui Punk cu motiv just la recomandarea unanimă a comisiei de disciplină AEW, precum și consilier juridic extern. Acest lucru a venit la un an după implicarea lui Punk într-o altercație în culise, după participarea sa la interviul media post-eveniment pentru All Out 2022. Tot la încheierea anchetei, s-a decis ca Perry să rămână suspendat pe termen nelimitat.
Într-o declarație făcută de Khan în timpul deschiderii episodului din 2 septembrie din Collision, el a spus: „Incidentul a fost regretabil și a pus în pericol oamenii în culise. Asta include personalul de producție care a lansat spectacolul în fiecare săptămână, oameni nevinovați care nu au avut nimic de-a face cu asta”,el a mai spus: „Merg la spectacole de wrestling de peste 30 de ani. Le produc lor [TNT] de patru ani. Niciodată în tot acest timp nu am simțit până duminica trecută că securitatea mea, siguranța mea, viața mea era în pericol la un spectacol de wrestling, și a trebuit să fac o alegere foarte dificilă astăzi”.
Trei luni mai târziu, pe 25 noiembrie, după aproape 10 ani, Punk s-a întors în WWE la Survivor Series: WarGames în orașul său natal, Chicago, Illinois. Incidentul All In va fi menționat în episodul din 8 decembrie din Friday Night SmackDown, unde Punk a comentat sarcastic „Nu știu cine s-ar simți confortabil să lucreze cu cineva care doar lovește oamenii în fața în culise. Este 2023, nu poți să faci chestii de genul asta. Este o nebunie”. În kayfabe, promo-ul în sine a fost despre Kevin Owens care i-a dat cu pumnul în față lui Austin Theory și lui Grayson Waller în timpul unui segment în culise. Jack Perry și-a făcut prima apariție de la incidentul de la evenimentul New Japan Pro-Wrestling's (NJPW) Battle in the Valley din 13 ianuarie 2024, unde l-a atacat pe Shota Umino. Ulterior și-a rupt contractul AEW și și-a pus o bandă pe braț pe care scria „țap ispășitor”. Apoi a luat numele de țap ispășitor(În engleză Scapegoat) și a continuat să apară în NJPW până la jumătatea lui aprilie 2024.
Punk a abordat direct altercația în episodul din 1 aprilie 2024 din The MMA Hour al lui Ariel Helwani, spunând că nu a existat un acord de nedezvăluire cu privire la ceartă. Punk a susținut că s-a apropiat de Perry și l-a întrebat „de ce [el] a insistat să facă această prostie de internet la televizor” și, după o ceartă aprinsă, l-a sufocat pe Perry până când Samoa Joe a rupt lupta; Punk i-a spus apoi lui Khan că își dă demisia pe loc, dar a fost rapid convins să facă meciul de Joe și producătorul Jerry Lynn. Ca răspuns la interviul cu Helwani, AEW a difuzat filmarea de supraveghere a altercației în timpul episodului din 10 aprilie din Dynamite, care l-a arătat pe Punk în conversație cu Perry înainte de a iniția contactul fizic, împingându-l pe Perry și sufocându-l până când încăierarea a fost întreruptă câteva secunde mai târziu. În kayfabe, a fost prezentat de The Young Bucks pentru a-și continua cearta cu FTR, care sunt prieteni în viața reală cu Punk, înainte de meciul lor de la Dynasty din 21 aprilie, afirmând că altercația a fost motivul pentru care și-au pierdut meciul cu FTR la All In și au conspirat că FTR au fost mințile din spatele incidentului și, de asemenea, s-au alăturat lui Perry. La Dynasty, Perry s-a întors în AEW și i-a ajutat pe The Young Bucks să învingă pe FTR și să câștige AEW World Tag Team Championship.